# Святой Павел (картина Веласкеса)
«Святой Павел» (исп. San Pablo) — картина испанского художника Диего Веласкеса, написана около 1619 года и представляет собой живопись маслом на холсте размером 99,5×80 см. В настоящее время хранится в Национальном музее искусства Каталонии в Барселоне.
На холсте изображён мужчина в образе апостола Павла. Портрет написан непосредственно с натуры. Мужчина укутан в широкий плащ с почти скульптурными складками. Драматическое освещение в стиле тенебризма придает его фигуре лёгкость на темном фоне, как и бурая цветовая гамма, обычно используемая автором. Образ выглядит естественным и достоверным. Апостол сидит на каменном цоколе, который сливается с фоновой областью. Пальцами левой руки он держит толстую книгу. Возможно, чтобы скрыть свои ошибки, Веласкес спрятал ноги и большую часть рук под складками плаща.
По мнению искусствоведа Хосе Лопеса-Рея, голова апостола Павла «написана точно», в то время, как сам образ «несколько стёртый и тёмный», что характерно для ранних работ художника.
На этой картине апостол Павел изображен в большом коричневом плаще, так, как, проповедуя христианство, он всегда находился в пути. Свободный и толстый плащ содержит многочисленные складки, которые указывают на тяжесть ткани, из-под которой выглядывает красновато-коричневая туника. Апостол Павел обычно писался с сужающейся бородой, каштановыми волосами и лысеющим лбом. Веласкес изобразил его с черными волосами с серым оттенком, что значительно отличалось от принятого в то время канона. Вместо меча, атрибута апостола с намёком на вид его казни, Веласкес изобразил книгу, символизирующую миссионерские труды святого Павла, проповедовавшего Евангелие. Светящийся ореол вокруг головы фигуры символизирует, что на картине изображён человек, канонизированный церковью. Взгляд апостола устремлён в сторону. В верхнем левом углу на картине содержится текст S. PAVLVS, что означает «Святой Павел» на латыни .
Картина была написана около 1619 года, до того, как Веласкес покинул Севилью в 1623 году, чтобы стать придворным живописцем испанского короля Филиппа IV. В 1921 году Август Майер идентифицировал картину как произведение Веласкеса . Полотно, вместе с другой картиной живописца «Святой Фома» (ныне в Орлеанском музее изящных искусств), вероятно, первоначально находилось в картузианском монастыре Лас-Куэвас в Севилье. Искусствовед Ксавье Брей считает, что обе картины, похожие по размерам, возможно, были частью серии портретов двенадцати апостолов кисти Веласкеса, написанных им во время пребывания в Севилье.
В работах раннего периода в творчестве Веласкеса заметно сильное влияние Караваджо. Картина «Святой Павел», по мнению искусствоведов, «является ключевой работой для понимания влияния изобразительного реализма Караваджо в Испании».